# Futóhomok
A futóhomok olyan, kopár felszíneken felhalmozódó homok, amit a szél rendszeresen mozgat és a rá jellemző eolikus felszínformákban halmoz fel.
Szerkezete a gyakori áthalmozás eredményeként különösen laza, fajlagos pórustérfogata nagy. Ásványtani összetétele azonban nem különbözik a legtöbb homokétól, így a legtöbb futóhomok domináns ásványa a kvarc, a zömmel kalcit-, gipsz- stb.-anyagú homokok jóval ritkábbak. Másik jellemző tulajdonsága, hogy szemcséi koptatottabbak a vízben leülepedő homokok szemcséinél, mivel ütközéseiket nem tompítja a felhajtóerő és a közegellenállás.

## Futóhomok előfordulása
A futóhomok kialakulásának feltétele a kopár felszín, ugyanis ha azon összefüggő növénytakaró fejlődik ki, a növényzet megköti a homokot, és azt a szél többé nem tudja felkapni. A  talajvíz mélysége is hatással van a folyamatra, mivel a szemcséket már a higroszkópos nedvesség is egymáshoz tapasztja. További befolyásoló tényező a szemcseméret, mivel a kisebb szemcséket könnyebben felkapja a szél.
Futóhomokok tehát általában arid éghajlatú területeken, a sivatagokban alakulnak ki:
- földrajzilag:
  - a kontinensek belsejében vagy
  - a térítők mentén;

- geomorfológiailag:

- - a hegyközi medencékben vagy

- - a nagy síkságokon.

Óriási sivatagok vannak Közép- és Belső-Ázsiában: Mongóliában, Kínában, Turkesztánban stb. Afrikában a Ráktérítő mentén híres a Líbiai-sivatag és a Szahara, a Baktérítő mentén a Kalahári és a Namíb-sivatag.
Speciális helyzetűek a tengerparti futóhomokok, amelyek azért jöhetnek létre, mert az árapályövben nem tud megtelepedni a növényzet, és a növényesedést a partvonaltól távolabb is akadályozza az ilyen homokok nagy sótartalma. A sótartalom félszáraz éghajlaton is elősegíti a futóhomokok képződését; ilyenek a szikes puszták homokjai.
Európában tengerparti futóhomokok vannak a Németalföldön, a dán szigeteken, Franciaországban ilyen a „Landes”.
Magyarországon félszáraz, hegyközi medence jellegű futóhomokok alakultak ki a pleisztocén időszakban:
- a Duna völgyében,

- Somogy és Tolna megyében,
- a Kisalföldön,

- a Nyírségben és

- a Duna–Tisza-közén.

Magyarországon valaha 3620 km² volt futóhomokos, ebből 3400 km² a Nagyalföldön. További 5780 km² olyan homokos terület, amelyet  az óvatlan gazdálkodás (a gyökérszőnyeg felszakítása) futóhomokossá alakíthat.
Európa legimpozánsabb futóhomokos terület az Al-Duna mentén fekvő Deliblati, amelynek finomszemű homokjából 50 méternél magasabb buckákat halmoz fel. A buckák irányát az uralkodó szélirány határozza meg.

## Eolikus homokformák
Főképp a szél jellegétől függően az egyes futóhomokos területeken többféle eolikus formával találkozhatunk. A pozitív (akkumulatív) formákat összefoglaló néven buckáknak mondjuk. Ezek speciális típusai:
- a homokfodrok a nagyobb formák felszínének hullámvonal lefutású egyenetlenségei;

- a barkán olyan, felülnézetben félhold alakú bucka, amelynek domború oldala a szél felé fordul (két széle hátrahajlik); belső (szélárnyékos) oldala meredekebb, mint a külső.

- a dűne lineáris jellegű (hosszan elnyúló), az uralkodó szélirányra merőleges buckasor;

- a líbiai bucka barkánsorok összeolvadásával jön létre.

## Futóhomokmozgások Magyarországon
- A pleisztocén idején kezdődtek meg az első komolyabb homokmozgások a Kárpát-medencében, leginkább a würm-glaciális utolsó szakaszában volt jellemző.
- A második szakasz a felső-pleniglaciális volt, itt is igen jelentős homokmozgás volt jellemző. Ekkorra tehető a Jászfelsőszentgyörgy területén végbement eolikus felhalmozódás.
- A harmadik szakasz a későglaciálisban játszódott le. Ekkor enyhe, csapadékos éghajlat volt jellemző, majd zordabb lett az éghajlat, mely kedvezett a futóhomok felhalmozódásának, 2-5 méter magas dűnék is kialakulhattak.
- A negyedik szakasz a holocén, ekkor folytatódtak a homokmozgások, de jellemző lett a növényzet lassú térhódítása is. A klíma egyre melegebbre fordult, mely nem kedvezett a futóhomokmozgásoknak, kezdett jól fejlett talaj kialakulni. Napjainkban pedig az ember környezet-átalakító tevékenysége egyre kiemelkedőbb, így a homokmozgásokra inkább már ez van hatással, például a futóhomok megkötésével kapcsolatos munkái.

## Futóhomok megkötése
A futóhomokkötés célja a homokmozgások megakadályozása, a mozgó homok megkötése; fő eszköze a növényesítés.
"Ellene két törvényünk, t. i. az 1844. évi X. és 1879. évi XXXI. t.-cikk rendelkezik. Az előbbi törvény kimondja, hogy ha a F. elfojtása az érdekelt birtokosok megegyezésével nem eszközölhető, a közhatósági beavatkozásonak is helye van. Ez abban áll, hogy a törvényhatóság egy küldöttséget rendel ki a végett, hogy az a szükséges munkálatok, azok költségei s elosztási kulcsa tekintetében javaslatot tegyen; e javaslatok alapján azután a törvényhatóság határoz. A költségek elosztásának szabálya az, hogy azokban a birtokosok, megvédett területük terjedelme és az elhárított veszély nagysága arányában részesülnek. A törvényhatóságnak a teherelosztásra vonatkozó határozatában meg nem nyugvó bármelyik érdekelt birtokos azt bírói úton megtámadhatja. Az 1879. évi XXXI. t.-c. értelmében a F. továbbterjedésének meggátlása végett beerdősítést is rendelhet el a földmivelési miniszter, illetőleg kötelezheti az érdekeltteket beerdősítési társulattá alakulásra. Az igy alakult társulat feladata az erdősítést a törvényhatósági közigazgatási bizottság, mint erdőrendészeti hatóság felügyelete alatt eszközöltetni."
Mára a magyarországi futóhomokok elsöprő többségét megkötötték; az utolsó bucka a Kiskunsági Nemzeti Parkban, Fülöpháza környékén mozog.